# Beleuchtungszeit
Die Verweildauer eines Zieles im Antennenstrahl eines Aufklärungsradargerätes wird Beleuchtungszeit {\displaystyle T_{\text{D}}} (engl.: „dwell time“) genannt. Die Beleuchtungszeit hängt überwiegend von dem Öffnungswinkel {\displaystyle \Theta _{\text{AZ}}} und der Umdrehungsgeschwindigkeit {\displaystyle n} der Antenne ab (Antennenumlaufzeit).

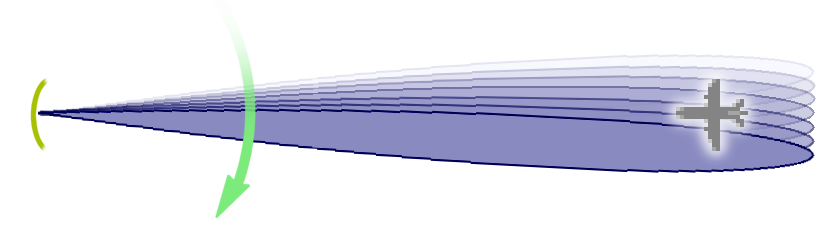
Dauer der Bestrahlung eines Zieles durch ein Radar

Der Öffnungswinkel wird als Verhältnis zum Vollkreis (360°) angegeben. Grundsätzlich gilt: je breiter die Hauptkeule der Antenne und je langsamer die Antenne sich dreht, desto längere Zeit wird das Objekt durch das Radar angestrahlt. Die folgende Formel gibt die Beleuchtungszeit für ein Rundsichtradar an:
{\displaystyle T_{\text{D}}={\frac {\Theta _{\text{AZ}}\cdot 60}{360\cdot n}}}
mit
{\displaystyle \Theta _{\text{AZ}}} = horizontaler Öffnungswinkel der Antenne
{\displaystyle n} = Umdrehungen der Antenne pro Minute
Da die Drehgeschwindigkeit in Umdrehungen pro Minute angegeben wird und die Beleuchtungszeit in der Maßeinheit Sekunden, muss in der Formel mit dem Faktor 60 multipliziert werden.
Die Beleuchtungszeit bei Höhenfindern wird nicht durch den Vollkreis, sondern nur anteilig durch die Größe des Schwenksektors bestimmt. Unter Beachtung der Tatsache, dass das Objekt pro Schwenkzyklus zweimal, also einmal beim Hochschwenken und einmal beim Herunterschwenken vom Radarstrahl erfasst wird, kann die Beleuchtungszeit durch folgende Formel unter der Annahme, dass die Antenne eine konstante Schwenkgeschwindigkeit hat, bestimmt werden.
{\displaystyle T_{\text{D}}={\frac {\Theta _{\text{EL}}\cdot 60}{\epsilon _{\text{max}}\cdot 2n}}}
mit
{\displaystyle \Theta _{\text{EL}}} = vertikaler Öffnungswinkel der Antenne
{\displaystyle \epsilon _{\text{max}}} = maximaler Schwenksektor der Antenne
{\displaystyle n} = Schwenkzyklen pro Minute

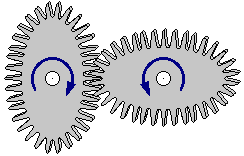
Elliptische Zahnräder

In der Praxis entstehen Abweichungen durch die Überlagerung mit einer Sinusförmigen Geschwindigkeitsänderung, die sich vor allem an den Wendepunkten der Schwenkung bemerkbar macht. Um wenigstens in der Hauptrichtung eine annähernd lineare Geschwindigkeit zu erhalten, werden im Schwenkgetriebe manchmal elliptische Zahnräder verwendet.
Dieses Schwenkgetriebe verändert abhängig vom aktuellen Winkel sein Übersetzungsverhältnis und bewirkt somit eine der sinusförmigen Geschwindigkeitsänderung entgegengesetzte Geschwindigkeitsänderung der Drehbewegung. Um einen ruhigen Lauf zu gewährleisten, muss die Summe der kraftübertragenden Teilradien beider Zahnräder stets gleich sein. In der Praxis werden beide Zahnräder aufeinander abgestimmt und können deshalb nur paarweise gewechselt werden.